# Thurmaston
Thurmaston is een civil parish in het bestuurlijke gebied Charnwood, in het Engelse graafschap Leicestershire met 9668 inwoners.

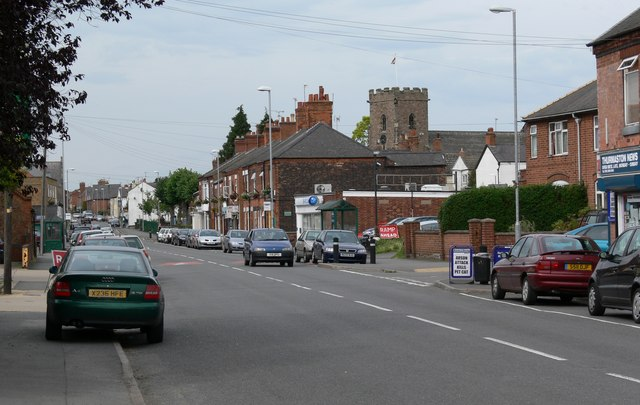
Melton Road
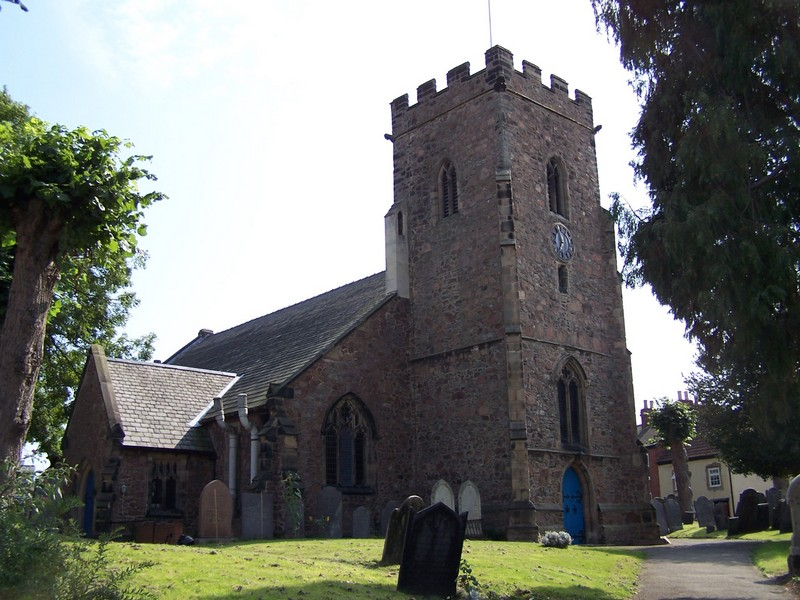
Kerk van Thurmaston